# Doliwy (Olecko)
Doliwy (deutsch Doliwen, 1938–1945 Teichwalde (Ostpr.)) ist ein Ort in der polnischen Woiwodschaft Ermland-Masuren, der zur Stadt-und-Land-Gemeinde Olecko (Marggrabowa, umgangssprachlich auch Oletzko, 1928–1945 Treuburg) im Powiat Olecki (Kreis Oletzko, 1933–1945 Kreis Treuburg) gehört.

## Geographische Lage
Doliwy liegt am Ostufer des Rumetensees (polnisch Jezioro Romoty) im Osten der Woiwodschaft Ermland-Masuren, zehn Kilometer westlich der Kreisstadt Olecko.

## Geschichte
Im Jahr 1558 wurde das seinerzeit Brüge genannte Dorf gegründet – in den Folgejahren mit wechselnden Namensformen: Dolliwen (vor 1785), Doliewen (nach 1871) und Doliwen (bis 1938). Zwischen 1874 und 1945 war der Gutsbezirk Doliwen in den Amtsbezirk Duneyken (polnisch Dunajek) eingegliedert, der – von 1938 bis 1945 in Amtsbebzirk Duneiken verändert – zum Kreis Oletzko (1933–1945 Kreis Treuburg) im Regierungsbezirk Gumbinnen der preußischen Provinz Ostpreußen gehörte.
Das Gutsdorf Doliwen zählte im Jahre 1910 insgesamt 157 Einwohner und wurde am 30. September 1928 in eine Landgemeinde umgewandelt.
Die Einwohnerzahl stieg bis 1933 auf 235 und belief sich 1939 bereits auf 243.
Aufgrund der Bestimmungen des Versailler Vertrags stimmte die Bevölkerung im Abstimmungsgebiet Allenstein, zu dem Doliwen gehörte, am 11. Juli 1920 über die weitere staatliche Zugehörigkeit zu Ostpreußen (und damit zu Deutschland) oder den Anschluss an Polen ab. In Doliwen stimmten 116 Einwohner für den Verbleib bei Ostpreußen, auf Polen entfiel keine Stimme.
Aufgrund damaliger politischer Ideologie zwecks Abwehr fremdländisch klingender Ortsnamen wurde Doliwen am 3. Juni (amtlich bestätigt am 16. Juli) des Jahres 1938 in Teichwalde (Ostpr.) umbenannt. In Kriegsfolge kam der Ort 1945 mit dem gesamten südlichen Ostpreußen zu Polen und trägt seitdem die polnische Namensform Doliwy. Heute ist er Sitz eines Schulzenamtes (polnisch sołectwo) und somit eine Ortschaft im Verbund der Stadt-und-Land-Gemeinde Olecko (Marggrabowa, 1928–1945 Treuburg) im Powiat Olecki (Kreis Oletzko, 1933–1945 Kreis Treuburg), bis 1998 der Woiwodschaft Suwałki, seither der Woiwodschaft Ermland-Masuren zugehörig.

## Religionen
Bis 1945 war Doliwen in die evangelische Kirche Schwentainen in der Kirchenprovinz Ostpreußen der Evangelischen Kirche der Altpreußischen Union eingepfarrt. Heute ist in Wydminy (Widminnen) die nächstgelegene evangelische Kirche, eine Filialkirche der Pfarrei Giżycko (Lötzen) in der Diözese Masuren der Evangelisch-Augsburgischen Kirche in Polen.
Die katholischen Kirchenglieder in Doliwen gehörten vor 1945 zur Pfarrkirche in Marggrabowa (Treuburg) im Bistum Ermland – genauso wie heute die katholischen Kirchenglieder in Doliwy zur Pfarrei in Olecko gehören, nun allerdings im Bistum Ełk (Lyck) der Römisch-katholischen Kirche in Polen.

## Verkehr
Doliwy liegt verkehrsgünstig an der Woiwodschaftsstraße DW 655, die die beiden Regionen Gyżycko (Lötzen) und Olecko mit dem Gebiet Suwałki in der Woiwodschaft Podlachien verbindet.
Heute besteht keine Bahnanbindung mehr. Von 1908 bis 1945 war Doliwen bzw. Teichwalde eine Bahnstation an der Bahnstrecke Kruglanken–Marggrabowa (Oletzko)/Treuburg (polnisch Kruklanki–Olecko), die in Kriegsfolge nicht mehr in Betrieb genommen wurde. Der Bahnhof lag eineinhalb Kilometer nordwestlich des Dorfes.